# 盧克·法里托
盧克·法里托（英語：Luke Farritor，2001/2002年—）是一名美國軟體工程師，目前服務於政府效率部。

## 早年生活和教育
法里托是內布拉斯加大學林肯分校教授沙恩·法里托的兒子。2023年，他在SpaceX實習。同年，他利用人工智慧從赫庫蘭尼姆紙莎草卷之一中發現了十封信，贏得了維蘇威挑戰賽40,000美元的獎金。法里托的AI程式將碳化捲軸的影像分割成100像素乘100像素，以判斷墨水書寫的字符。2024年2月，法里托和其他兩位與他合作的參賽者因揭示了超過2,000個額外字元而贏得700,000美元的大獎。
法理托曾在內布拉斯加大學林肯分校攻讀計算機科學，後來退學，並於2024年獲得泰爾獎學金。

## 職業生涯
法里托於2025年被任命至政府效率部，是該部門一群19至24歲的年輕人之一。根據《連線》的報導，法里托目前持有聯邦總務署（GSA）的電子郵件和A-suite等級許可證，可存取所有GSA實體空間和IT系統。他也是美國衛生及公共服務部部長辦公室的執行工程師。CNN在2025年2月6日報導，能源部長克里斯·賴特當天已授權法里托使用該部門的電腦系統。對於他被安排負責的任務，他並不合格。

## 外部連結
- 维基共享资源上的相關多媒體資源：盧克·法里托